# Tanar di Pellucidar
Tanar di Pellucidar (Tanar of Pellucidar) è un romanzo scritto da Edgar Rice Burroughs, il terzo del Ciclo di Pellucidar. Fu originariamente pubblicato a puntate sulla rivista Blue Book, da marzo ad agosto 1929. Successivamente venne pubblicato in volume con copertina rigida da Metropolitan Books nel maggio 1930. Il romanzo è stato pubblicato in italiano nel 2022 da Landscape Books e nel 2023 da GM.libri.

## Trama
L'amico dell'autore, Jason Gridley, sta sperimentando una nuova frequenza radio che ha denominato Onda Gridley, attraverso la quale riesce a ricevere una trasmissione dello scienziato Abner Perry dal mondo interiore di Pellucidar, al centro della Terra, un reame che è stato scoperto molti anni prima con il suo amico David Innes. Là, Innes e Perry hanno fondato un Impero di Pellucidar, in effetti una confederazione di tribù, e stanno tentando di modernizzare la popolazione autoctona, degli umani dell'età della pietra. Le cose, in tempi recenti, non sono andate bene, e Innes è attualmente prigioniero in un regno nemico. Perry trasmette un lungo messaggio nel quale spiega come questi eventi siano accaduti, così come riportati dal suo compagno d'armi locale Tanar, e richiede un aiuto dal mondo esterno.
La storia di Tanar comprende il cuore del romanzo. Innes ha guidato un esercito in soccorso ai membri della tribù di Thuria e dei sopravvissuti degli avversari di un tempo dell'impero, i rettili Mahar. Entrambi, infatti, sono stati precedentemente attaccati da gente sconosciuta, i Kosars (corsari), la piaga dei mari interni. Questi sono i discendenti dei pirati saraceni del mondo esterno, che sono penetrati in Pellucidar secoli prima, attraverso un'apertura naturale esistente al Polo, a connessione fra il mondo interno e il mondo esterno. Le forze dell'impero riescono a respingere i Korsars, ma i predoni prendono in ostaggio Tanar, figlio dell'alleato di Innes Ghak della terra di Sari. Essi sperano di scambiarlo con i segreti della superiore potenza delle armi dell'impero. Lasciando le proprie forze a costruire delle navi da opporre alle flotte nemiche, Innes e il suo compagno Ja si spingono a tentare di soccorrere da soli Tanar, guidati dal proprio prigioniero Fitt.
Sulla nave ammiraglia dei propri nemici, Tanar è interrogato da Cid, il capo dei Korsars, e dal suo brutto scagnozzo Bohar. Il giovane guerriero incontra anche Stellara, presumibilmente la figlia di Cid, che tenta di intercedere per la salvezza di Tanar e dei suoi compagni prigionieri. Una tempesta distrugge la nave, e l'equipaggio prende le scialuppe di salvataggio, lasciando Tanar e Stellara alla deriva sul relitto. Stellara confida a Tanar di non essere realmente una Korsars, così come sua madre Allara che è stata rapida Cid dall'isola di Amiocap e, infatti, ella indossa un marchio di nascita che dimostra come sia, in verità, la figlia di Fedol, il precedente compagno di sua madre. Il relitto alla deriva finisce fortunatamente proprio ad Amiocap, ma i sospettosi abitanti della stessa li considerano due spie Korsars e li imprigionano nel villaggio di Lar. Scappando, essi incontrano Fedor, che riconosce Stellara e offre loro rifugio nel villaggio di Peraht. Ma il gruppo di Bohar attacca Peraht e rapisce Stellara, nel mentre in cui Tanar è preda dei Coripies, una razza di cannibali sotterranei. Fuggendo ancora, Tanar uccide Bohar e libera Stellara, della quale è ormai innamorato. La loro gioia ha vita breve, dal momento in cui ella viene condotta da Jude, un compagno di prigionia di Tanar presso i cannibali, sulla vicina isola di Hime. Tanar riesce a raggiungerli a Hime, ma sono attaccati dall'equipaggio di Bohar. Vedendo Tanar con Gura, una ragazza di Hime che si è innamorata di lui, Stellara lo rifiuta e riassume il proprio ruolo presso i Korsars.
Tanar e Gura sono così condotti in catene attraverso l'oceano fino alla città dei Korsars. Lì, Tanar si ritrova a essere prigioniero insieme a David Innes e Ja, che avevano tentato di soccorrerlo. I tre fingono allora di cedere alle richieste del Cid e di essere pronti a costruire delle armi da fuoco per lui, ragione per cui riescono a ottenere maggiore libertà. Nel contempo, Gura ha scoperto che Stellara, la di là della propria gelosia, è ancora innamorata di Tanar e permette a Tanar di scoprirlo. Il gruppo pianifica la propria fuga e riesce a fare rotta verso nord con una riconciliata Stellara. Dopo aver confermato l'esistenza dell'apertura polare, essi vanno nuovamente a sud, diretti a Sari, quando incontrano un gruppo maggiore di Korsars e sono costretti a dividersi per cercare di riportare notizia dell'accaduto all'impero. Stellara, Tanar e Innes sono nuovamente catturati, e i due uomini vengono confinati in una cella solitaria senza luce e piena di serpenti. Tanar, nella propria cella, riesce a individuare l'apertura dalla quale giungono i serpenti, ad allargarla e a trovare la libertà attraverso la medesima. Così individua Stellara, che è impegnata in un violento confronto con Bulf, il Korsars a cui Cid l'ha promessa come sposa e che lei, invece, giura di uccidere, e di uccidersi, piuttosto che accettare. Tanar interviene e sconfigge Bulf. I due amanti, così, lasciano la città dei Korsars e riescono a ritornare, dopo molti pericoli, a Sari, dove scoprono che Ja e Gura sono arrivati sani e salvi.
Dopo aver ascoltato la trasmissione completa, Jason Gridley decide di guidare una spedizione a Pellucidar attraverso l'apertura polare, per salvare David Innes (eventi che saranno poi narrati nel sequel Tarzan at the Earth's Core, un crossover fra la serie di Pellucidar e quella di Tarzan).

## Copyright
Il copyright per questa storia è scaduto in Australia, e ora è lì di pubblico dominio. Il testo è disponibile attraverso il Progetto Gutenberg.